# DPRK Amateur Golf Open
Die DPRK Amateur Golf Open ist ein Golfturnier in Nordkorea, an dem ausschließlich Amateure teilnehmen dürfen. Es ist der einzige Golfwettbewerb im Land.

## Geschichte
Das Turnier wurde 2011 erstmals ausgetragen und findet stets auf dem Pyongyang Golf Complex in der Nähe von Pjöngjang statt. Bereits 2004 lud Koryo Tours zu einem Pyongyang Friendship Golf Tournament ein. Im Januar 2011 veranstaltete das britische Reiseunternehmen Lupine Travel ebenfalls ein Turnier. Das Turnier fand erstmals im April 2011 statt und wurde im Callaway-Format gespielt. Seit 2012 findet es über mehrere Tage statt. 2013 wurde es dann vom 25. bis 27. Mai ausgetragen, 2014 vom 27. bis 28. Juli.
2015 fand es vom 7. bis 8. September 2015 statt.

## Sieger
| Jahr | Name             | Nationalität | Handicap |
| ---- | ---------------- | ------------ | -------- |
| 2016 | Lukasz Tomiewicz | Polen        | 10       |
| 2015 | Claudio Consul   | Deutschland  | +1       |
| 2014 | Nobuaki Kasahara | Japan        | 14       |
| 2013 | Peter Clark      | Neuseeland   | 22       |
| 2012 | Simon Jones      | England      | 22       |
| 2011 | Olli Lehtonen    | Finnland     | 1.1      |